# الباتروس- إل 73
الباتروس- إل 73 (بالإنجليزية: Albatros L 73)‏ هي طائرة ركاب، ذات سطحين وبمحركين. أنتجت في ألمانيا. من صناعة الباتروس للطائرات. كان أول طيران لها في 1926.